# 576i
576i, 625/50 — стандарт разложения, принятый для аналогового и цифрового телевидения стандартной чёткости SDTV в почти всех странах Евразии, за исключением Японии, Филиппин, Тайваня, Лаоса и Мьянмы, а также в странах Австралии и Океании и в ряде стран Латинской Америки. При полном количестве строк, равном 625, в построении изображения участвуют только 576, поэтому в цифровом телевидении этот стандарт обозначается 576i. Буква «i» (от англ. «interlace») означает чересстрочную развёртку, передающую 25 целых кадров в 50 полях за секунду. В каждом полукадре передаётся 288 активных строк, а 49 — по 24 с половиной — теряются во время двух кадровых гасящих импульсов.
Соотношение сторон экрана стандарта в аналоговом телевидении — 4:3. В цифровом телевидении этот же стандарт разложения использует экран 16:9 с пониженной горизонтальной чёткостью. Для видеодисков DVD, распространяемых в соответствующих регионах, используется стандарт 576i.

## Историческая справка
Стандарт впервые использован 3 сентября 1948 года в экспериментальной аппаратной московского телецентра. Существуют различные точки зрения о происхождении системы, приписывающие авторство Италии, Швейцарии или СССР. В России автором стандарта считается начальник лаборатории ЦНИИС Юрий Казначеев, а главными разработчиками — Сергей Новаковский и Семён Катаев. Как и большинство изобретений, получивших мировое распространение, система 625/50 изобретена сразу многими исследователями, осознавшими числовое совершенство такого сочетания количества строк и полукадровой частоты. Из всех мировых систем разложения эта наиболее гармонична, поскольку количество строк имеет сразу четыре множителя, кратные полукадровой частоте: 5 × 5 × 5 × 5 = 625. Такое соотношение позволяет создавать наиболее устойчивые и простые генераторы кадровой и строчной развёрток благодаря возможности получать строчную частоту 15 625 герц простыми цепями последовательного умножения кадровой частоты 25 Гц. В СССР работы над системой начаты в 1944 году, а в 1945 году утверждён ГОСТ 78—45, придавший разрабатываемому стандарту статус государственной нормали. 24 июня 1947 года принято постановление Совета министров СССР о налаживании производства студийного оборудования и бытовых телевизоров стандарта 625/50. Разработка аппаратуры велась совместно советскими и немецкими специалистами, приглашёнными по договору из послевоенной Германии. Вещательное оборудование было установлено в московском телецентре на Шаболовке, а для приёма передач выпущена большая партия телевизоров «Москвич Т-1». 4 ноября 1948 года начались экспериментальные передачи с разложением на 625 строк. 16 июня 1949 года с началом регулярного вещания новый стандарт полностью заменил довоенную систему с 441 строкой (ГОСТ 60—40). Первым массовым телевизором, рассчитанным на новый стандарт разложения, стал «КВН-49».
Сразу после СССР новый стандарт принят в ГДР, начавшей регулярные передачи из Берлина 4 июня 1952 года. В том же году стандарт 625/50 принят в ФРГ, Нидерландах, Швеции, Италии и Испании, а МККР узаконила его в качестве общеевропейского.
Франция, принявшая в 1949 году собственный стандарт на 819 строк, в 1965 году была вынуждена присоединиться к стандарту 625/50 во время перехода на цветное телевидение. Так же поступила и Великобритания, постепенно отказавшись от стандарта «BBC-1» на 405 строк, использовавшегося с 1936 года. Обе эти страны параллельно эксплуатировали оборудование общеевропейского и национального стандартов до выработки ресурса телевизоров, использовавшихся населением. В настоящее время стандарт 625/50 используется совместно с системами цветного телевидения PAL и SECAM на территории 152 стран мира, соседствуя со вторым общемировым стандартом 525/60 (480i), принятым в США в 1941 году. Европейский стандарт получил более широкое распространение по сравнению с американским, которым пользуется не более четверти населения земного шара. Это объясняется наилучшим сочетанием стандарта в 525 строк с полукадровой частотой 60 Гц, совпадающей с частотой переменного тока, принятой в относительно небольшом количестве стран. Однако, существует точка зрения, утверждающая, что в распространении стандартов большое значение имели политические мотивы, что подтверждается временем перехода СССР и Европы на собственный стандарт, отличный от принятого за океаном. Этот период совпадает с началом Холодной войны и идеологического противостояния двух супердержав.

## Техническое описание
Стандарт появился во времена вакуумных передающих и приёмных трубок, поэтому содержит области гашения — для обратного хода кадровой развёртки требовался значительный интервал времени, в течение которого генератор строчной развёртки продолжал работать, и часть строк передавались вхолостую, не участвуя в построении изображения. В настоящее время трубки не используются в передающих камерах и большинстве телеприёмников, однако стандарт остаётся неизменным, включая пассивные строки для возможности приёма передач телевизорами с кинескопом, всё ещё находящимися в эксплуатации.
В аналоговом телевидении стандарт разложения 625/50 используется в вещательных стандартах B, D, G, H, I, K, K1, L и N. Стандарт C, также основанный на этом разложении, в настоящее время не используется. При жёстко стандартизированном количестве периодов строчной развёртки, приходящихся на один период полного кадра, количество активных строк во времена электронно-лучевых трубок могло колебаться от 563 до 589. Изначально в Великобритании, Ирландии и некоторых странах Африки количество активных строк этого стандарта принималось равным 582 (стандарт 582i), однако в настоящее время на этих территориях действует общепринятый стандарт 576i.
Строчная развёртка изображения на экране телевизора совершается слева направо, кадровая — сверху вниз. Длительность строки составляет 64 микросекунды, а длительность одного поля — 20 миллисекунд. Длительность кадрового гасящего импульса каждого поля в зависимости от вещательной системы может колебаться от 1500 до 1700 микросекунд. Получаемая при таком количестве элементов изображения ширина полосы частот сигнала яркости составляет от 5 до 6 МГц, в зависимости от вещательного стандарта. Горизонтальная чёткость в аналоговом телевидении зависит только от амплитудно-частотных характеристик канала передачи и приёмных устройств, поскольку в горизонтальном направлении видеосигнал непрерывен. Вещательные стандарты устанавливают эти параметры на уровне не менее 500 твл при глубине модуляции 100%. В цифровом телевидении, а также компьютерных видеоинтерфейсах, горизонтальная чёткость принимается равной 720 пикселям, исходя из стандартной частоты дискретизации видеосигнала 13,5 МГц. При такой частоте на строку длительностью 64 микросекунды приходится 864 отсчёта, из которых активную часть строки составляют 720. Поэтому размер кадра цифрового видео стандарта 576i принято обозначать разрешением 720×576. С учётом запаса гашения количество отсчётов, несущих полезное изображение, составляет 702. При соотношении сторон экрана 4:3 пиксель слегка растянут по горизонтали и обладает соотношением сторон 59:54. Для квадратного пикселя число активных отсчётов в строке принимается равным 768.

## Использование в DVD
Оптические видеодиски DVD основаны на разрешениях цифрового телевидения стандартной чёткости. В зависимости от региона распространения могут быть использованы стандарты 480i или 576i. При этом, в отличие от абсолютно несовместимых видеомагнитофонов этих стандартов, плееры DVD могут воспроизводить диски с любым стандартом разложения. Разница между системами PAL, SECAM и NTSC на дисках отсутствует, поскольку цифровое видео предусматривает хранение информации о цвете изображения в других цветовых пространствах, преобразуемых в телевизионные стандарты на выходе. На аналоговом видеовыходе плеера формируется стандартный композитный или компонентный телевизионный сигнал, пригодный для просмотра любым телевизором, в том числе с кинескопом. При наличии цифрового выхода на нём формируется цифровой поток видеоданных стандарта DVI, пригодный для просмотра на современных жидкокристаллических телевизорах или мониторах. Интерфейс VGA видеокарт компьютера формирует аналоговый видеосигнал, не соответствующий ТВ-стандартам и преобразованный в прогрессивную развёртку, пригодную для просмотра на ЖК- или кинескопном мониторе.
При мастеринге дисков с кинофильмами в стандарте 576i телекинопроекция осуществляется с частотой 25 кадров в секунду, совпадающей с кадровой частотой стандарта разложения. Это на 4 % больше оригинальной частоты киносъёмки, что приводит к незаметному ускорению движений и повышению частот фонограммы на 0,7067 полутона. Большинство систем кодирования звука, применяющихся в DVD, предусматривают цифровое сохранение тональности звуковой дорожки при повышенной на 4 % скорости воспроизведения. Диски стандарта 480i основаны на частоте телекинопроекции 23,976 кадра в секунду с интерполяцией 3:2 в кадровую частоту NTSC 29,97 кадра.
Разница со стандартной частотой 24 кадра в секунду составляет всего одну десятую процента. Поэтому фильмы на таких дисках по длительности соответствуют оригиналу и не нуждаются в понижении тональности фонограммы. Однако, технологии интерполяции 3:2 приводят к стробированности изображения из-за повторного использования части полей. Поэтому, видеодиски стандарта 576i, несмотря на искажения скорости и фонограммы, позволяют получить наиболее качественное изображение кинофильмов.